# This Is Love (George-Harrison-Lied)
This Is Love (englisch für „Das ist Liebe“) ist ein Lied von George Harrison und Jeff Lynne, das diese 1987 für Harrisons Soloalbum Cloud Nine aufnahmen und das im Mai 1988 als Single A-Seite ausgekoppelt wurde.

## Hintergrund
George Harrison sagte rückblickend über die Entstehung von This Is Love: „Das ist das Tolle an Jeff (Lynne). Er wollte mir helfen, meine Platte zu machen. Aber es steckt so viel drin, zu dem Jeff beigetragen hat. 'Fab' war ein 50:50-Beitrag, aber 'This Is Love' war ein Song, bei dem ich sagte: 'Warum schreibst du mir nicht einen Song?' Also kam er mit vielen Kleinigkeiten auf Kassette und ließ mich fast wählen. Ich habe das Lied mit ihm einstudiert und wir haben den Text zusammen geschrieben. Tatsächlich hatte er so viele Mutationen, wie dieser Song ist, dass er immer noch drei weitere Songs aus den übrig gebliebenen Teilen schreiben kann.“
Der Text von This Is Love ist teilweise philosophisch, so in der dritten Strophe: „Da unsere Probleme unsere eigene Schöpfung waren, können sie auch überwunden werden, wenn wir die Macht nutzen, die allen kostenlos zur Verfügung gestellt wird. Das ist Liebe.“
Die ursprünglich geplante B-Seite sollte Handle with Care sein, die dann schließlich auf Wunsch der Tonträgergesellschaft Warner Bros. als Debütsingle von den Traveling Wilburys veröffentlicht wurde.
Die Filmmusik von Everest – Gipfel ohne Gnade basiert auf den Liedern von Harrison, so auch This Is Love, die von den Komponisten Steve Wood und Daniel May in einer tibetischen Folk-Variante interpretiert wurden.

## Aufnahme
Die Aufnahmen für This Is Love fanden zwischen Januar und August 1987 in George Harrisons eigenem Friar Park Studio, Henley on Thames (F.P.S.H.O.T.), Oxfordshire statt. Harrisons Gitarrensolo wurde im Heimstudio von Jeff Lynne aufgenommen. Ausführende Produzenten des Liedes waren Jeff Lynne und George Harrison. Toningenieure waren Richard Dodd und John Etchells.
Besetzung:
- George Harrison: Gesang, E-Gitarre
- Jeff Lynne: E-Gitarre, E-Bass, Keyboard
- Jim Keltner: Schlagzeug
- Ray Cooper: Tamburin

## Musikvideo
Zeitgleich zum Erscheinen von This Is Love wurde ein Musikvideo, das im März 1988 unter der Regie von Morton Jankel entstand, veröffentlicht. Das Video wurde in Hana auf der hawaiianischen Insel Maui, wo Harrison ein Ferienhaus hatte, gedreht. In dem Video sieht man Harrison an einem Vulkansteinstrand und auf seinem Grundstück Gitarre spielen. Weiterhin wirken Olivia Harrison und Freunde von George Harrison mit.

## Veröffentlichung
- Am 3. November 1987 wurde in den USA und am 2. November 1987 in Großbritannien das Album Cloud Nine veröffentlicht, auf dem sich This Is Love befindet.
- Am 13. Juni 1988 (USA: 10. Mai 1988) folgte die dritte und letzte Singleauskopplung  aus dem Album Cloud Nine This Is Love / Breath Away from Heaven.[5] In Europa erschien auch folgende 12″-Vinyl-Maxisingle[6] und 3″-CD:[7] This Is Love / Breath Away from Heaven / All Those Years Ago / Hong Kong Blues. In den USA wurde eine Promotion-5″-CD von This is Love hergestellt.[8]
- This Is Love befindet sich auf dem Kompilationsalbum von George Harrison Let It Roll: Songs by George Harrison (2009).

## Chartplatzierungen
Die Single erreichte in Großbritannien Platz 55.
| ChartsChartplatzierungen     | Höchstplatzierung | Wochen |
| ---------------------------- | ----------------- | ------ |
| Vereinigtes Königreich (OCC) | 55 (3 Wo.)        | 3      |

## Coverversionen
Es gibt keine bekannten Coverversionen von This Is Love.